# Mindszentkálla
Mindszentkálla község Veszprém vármegyében, a Tapolcai járásban. A település eredetileg Szent István magyar király korától az 1950-es megyerendezésig Zala vármegyéhez tartozott.

## Fekvése

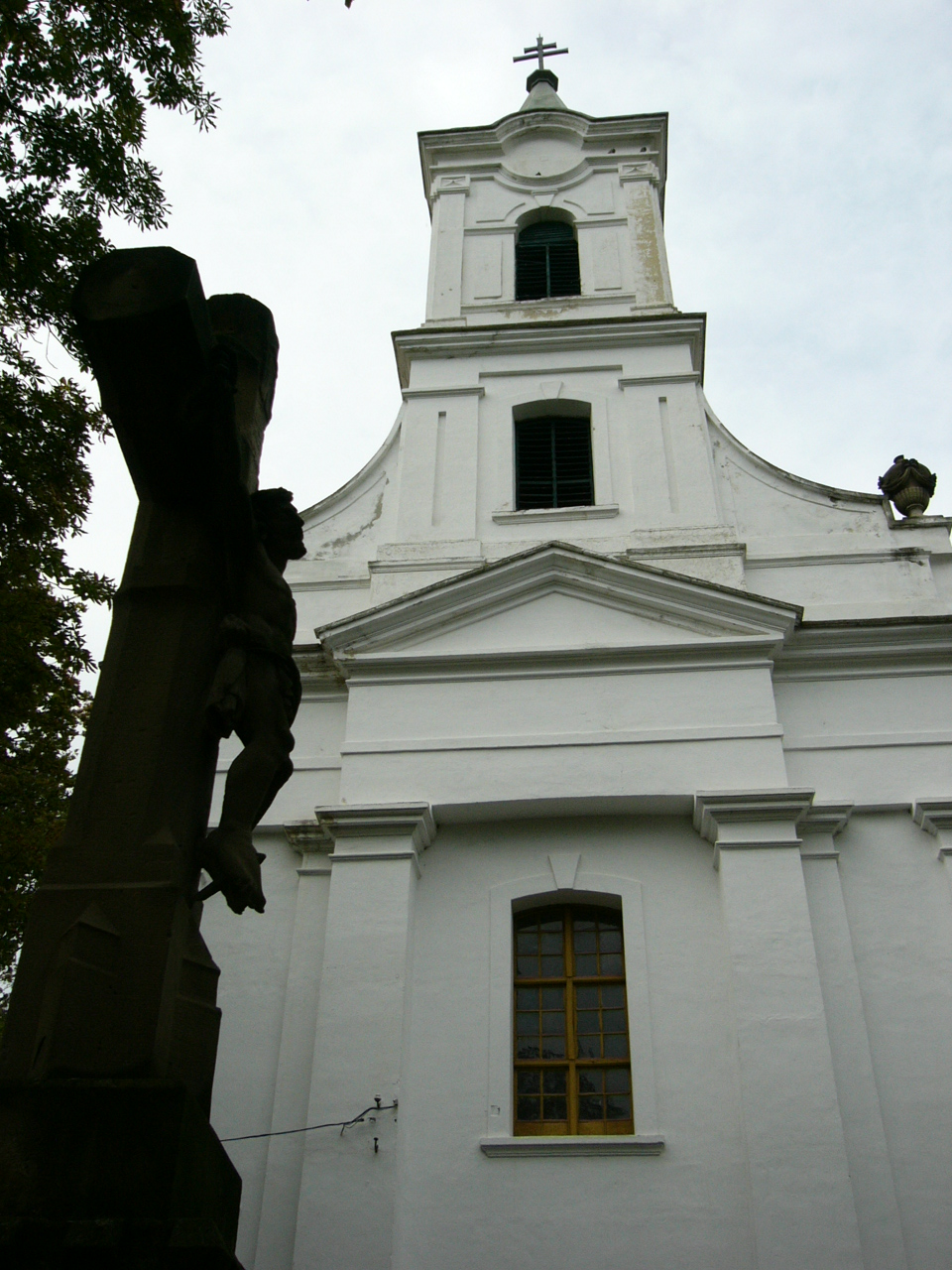
A falu temploma

Mindszentkálla a Balatontól északra, a Káli-medencében helyezkedik el, a szomszédságában fekvő települések Káptalantóti, Kékkút és Szentbékkálla.
Közigazgatási területének déli részén végighalad a Zánka és Gyulakeszi között közel 20 kilométeren húzódó 7313-as út, belterületét azonban csak a 73 135-ös út érinti, amely 7313-asból ágazik ki észak felé Szentbékkálla déli külterületén, majd miután végighalad annak központján, Mindszentkálla érintésével visszatér a 7313-asba.

## Története
A környék ősidőktől kezdve lakott hely volt. Az egyik szomszéd faluban, Kékkúton, már a római korban laktak keresztények is. Ezt bizonyítja az ott talált Krisztus-monogramos kő.
Mindszentkálláról az első írásos említés 1277-ből való. 1324-ben már saját nevén szerepel: „Villa Omnium Sanctorum Kaal”. 1333-ban a Pápai Tizedjegyzék már említi a falu papját, Jánost. A török 1548-ban teljesen fölégette a falut, de az (hamar) újra benépesült, kiegészülve máshonnan jövő, főképpen magyar nemzetiségű telepesekkel.
Bár a jelenlegi templom 1829-ből való klasszicista építmény, mégis román kori a keresztelőmedencéje és a szenteltvíztartója. Mindkettő a valamikor a falu határában a Garanya-hegyen állott, a török hódoltság alatt elpusztult templomból származhat.

## Közélete

### Polgármesterei
- 1990–1994: Csombó Zoltán (független)[3]
- 1994–1998: Csombó Zoltán (független)[4]
- 1998–2002: Csombó Zoltán (független)[5]
- 2002–2006: Csombó Zoltán (független)[6]
- 2006–2010: Ifj. Keszler Gyula (független)[7]
- 2010–2014: Keszler Gyula (független)[8]
- 2014–2017: Keszler Gyula (független)[9]
- 2017–2019: Németh László (független)[10][11]
- 2019–2024: Csombó Zoltán (független)[12]
- 2024– : Csombó Zoltán (független)[1]

A településen 2017. október 1-jén időközi polgármester-választást kellett tartani, mert az előző polgármester az év június 30-i hatállyal lemondott tisztségéről. A választás lényegében tét nélkül, és ennek megfelelően alacsony részvételi arány mellett zajlott, mert egyetlen jelölt indult a polgármesteri posztért.

## Népesség
A település népességének változása:
| Lakosok száma | 269  | 259  | 241  | 227  | 228  | 224  | 229  |
|               | 2013 | 2014 | 2015 | 2021 | 2022 | 2023 | 2024 |

A 2011-es népszámlálás során a lakosok 92,3%-a magyarnak, 1,2% németnek, 1,2% románnak, 0,4% cigánynak mondta magát (7,7% nem nyilatkozott; a kettős identitások miatt a végösszeg nagyobb lehet 100%-nál). A vallási megoszlás a következő volt: római katolikus 75%, református 2,3%, evangélikus 2,3%, felekezeten kívüli 7,7% (11,2% nem nyilatkozott).
2022-ben a lakosság 87,3%-a vallotta magát magyarnak, 0,9% cigánynak, 0,4% németnek, 2,6% egyéb, nem hazai nemzetiségűnek (12,7% nem nyilatkozott; a kettős identitások miatt a végösszeg nagyobb lehet 100%-nál). Vallásuk szerint 50,9% volt római katolikus, 2,2% református, 0,9% evangélikus, 1,8% egyéb keresztény, 0,4% egyéb katolikus, 11% felekezeten kívüli (32,5% nem válaszolt).

## Nevezetességei
Mindszentkálla és Szentbékkálla között található a Káli-medence egyik leghíresebb nevezetessége, a Kőtenger, ahol különleges geológiai látványosságot kínálnak a sziklákon és mélyedéseikben megtelepedő növények és virágok. Mindszentkálla település környezetében kiváló szőlőtermő területek találhatóak, a pincékben a helyi borok kóstolására is lehetőség van. A környék látnivalói a fehérre meszelt kőkeresztek, melyekből egyet a község határában láthatunk. Vendégházai a falusi turizmus kiinduló pontjai lehetnek.

## Légi felvételek

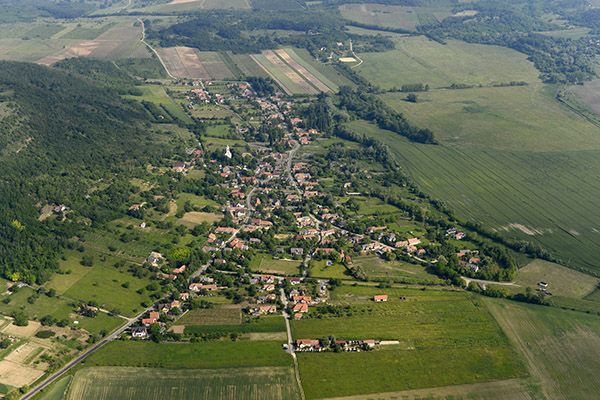
Mindszentkálla, a község magasból fényképezve
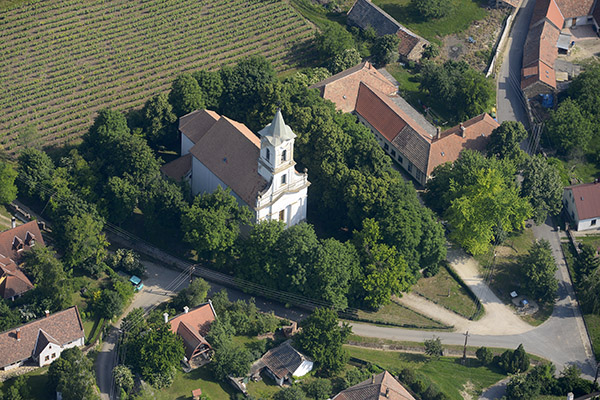
Római katolikus templom, Mindszentkálla, légi fotó
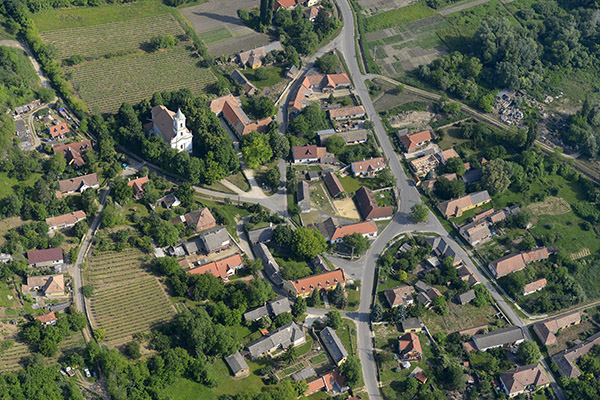
Mindszentkálla község központja a templommal légi felvételen
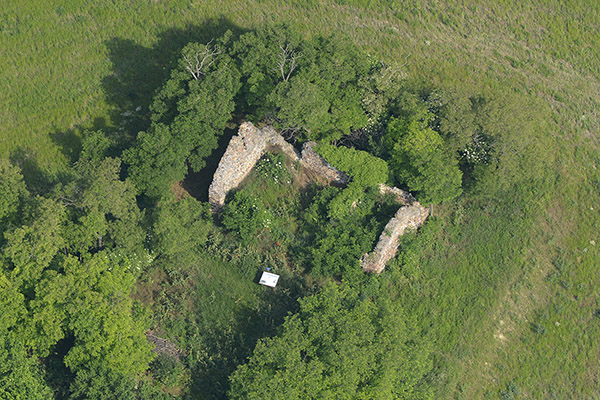
Mindszentkálla, Kerekikáli templomrom madártávlatból
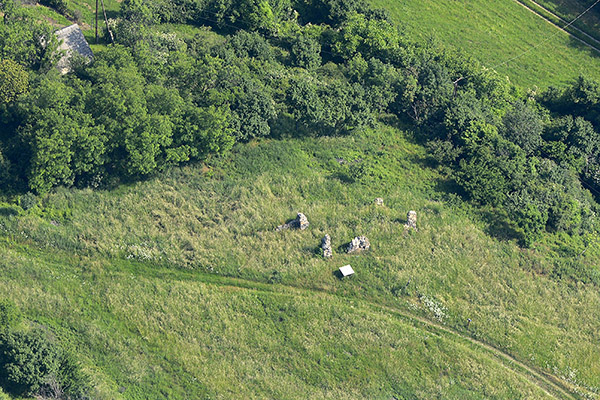
Légi fotón Kisfalud templomának romja, Mindszentkálla